# Hans Jürgen Kallmann
Hans Jürgen Kallmann (20. května 1908, Wollstein (dnes Wolsztyn), Polsko – 6. března 1991, Pullach im Isartal, Německo) byl německý malíř. Byl jedním z mnoha německých umělců, jejichž dílo bylo v roce 1933 odsouzeno jako zvrhlé umění a v roce 1937 vystaveno na výstavě Entartete Kunst v Mnichově. V roce 1990 obdržel Bundesverdienstkreuz, Vyznamenání za zásluhy Spolkové republiky Německo.